# Mätetal

Storhet, mätetal, prefix och enhet

Ett mätetal är ett värde som anger hur många gånger den valda enheten (till exempel millimeter (mm), kilogram (kg), ampere (A) etc.) ingår i ett mätvärde eller en storhet.
- Mätvärdet 8,6 mm kan skrivas 8,6 · 1 mm, där "8,6" är mätetalet, "1 mm" är enheten och "mm" (millimeter) enhetsbeteckningen.[källa behövs]
- C(NaOH) = 1.3 mmol dm−3, där  C(NaOH)  är storheten som står för koncentrationen av NaOH,  1.3  är mätetalet,  m  är SI-prefixet för milli- och  mol dm−3  är enheten.